# Martin Hiden
Martin Hiden (Stainz, 11 marzo 1973) è un allenatore di calcio ed ex calciatore austriaco, di ruolo difensore.

## Carriera

### Club
Inizia la sua carriera professionistica con lo Sturm Graz e dopo due stagioni passa al Salisburgo, dove vince il campionato austriaco. Nella stagione 1994-1995 partecipa anche alla UEFA Champions League competizione in cui il Salisburgo arriva terza nel girone D.
Torna allo Strum Graz dove vince la Coppa d'Austria, per poi passare al Rapid Vienna. Con la squadra capitolina gioca titolare in campionato e in Coppa UEFA e per le sue ottime prestazioni viene scelto dal Leeds Utd che lo acquista nel mercato invernale. È il primo giocatore austriaco a giocare in Premiership.
In due stagioni e mezzo colleziona solo 32 presenze di cui solo una nell'ultima stagione. Nel maggio 2000 torna così all'Austria Vienna dove vince un'altra Bundesliga.
Torna nuovamente al Rapid e sotto la guida di Josef Hickersberger, vince il suo terzo campionato austriaco con tre squadre diverse.
Pur essendo stato eletto capitano, inizia a trovare poco spazio nel Rapid Vienna e quindi nel calciomercato invernale del 2008 si trasferisce all'Austria Kärnten.
Dopo sole 10 presenze con l'Austria Kärnten, ritorna al Rapid Vienna, ma colleziona solo 4 gettoni.
Il 31 agosto 2009 si trasferisce di nuovo all'Austria Kärnten, e nel 2011, sulla soglia dei 40 anni, viene ingaggiato dal FC Red Bull Salzburg.

### Nazionale
Ha debuttato in Nazionale austriaca nel marzo 1998 in amichevole contro l'Ungheria, e, nello stesso anno viene convocato per il Mondiale 1998, pur senza scendere mai in campo.
Dopo il Mondiale è diventato titolare in Nazionale: colleziona numerose presenze e viene convocato a 10 anni di distanza per l'Europeo 2008, competizione in cui però gioca solo 55 minuti. Dopo l'Europeo non ha più trovato spazio in Nazionale.

## Statistiche

### Cronologia presenze e reti in nazionale
| Cronologia completa delle presenze e delle reti in nazionale ― Austria | Cronologia completa delle presenze e delle reti in nazionale ― Austria | Cronologia completa delle presenze e delle reti in nazionale ― Austria | Cronologia completa delle presenze e delle reti in nazionale ― Austria | Cronologia completa delle presenze e delle reti in nazionale ― Austria | Cronologia completa delle presenze e delle reti in nazionale ― Austria | Cronologia completa delle presenze e delle reti in nazionale ― Austria | Cronologia completa delle presenze e delle reti in nazionale ― Austria |
| Data                                                                   | Città                                                                  | In casa                                                                | Risultato                                                              | Ospiti                                                                 | Competizione                                                           | Reti                                                                   | Note                                                                   |
| ---------------------------------------------------------------------- | ---------------------------------------------------------------------- | ---------------------------------------------------------------------- | ---------------------------------------------------------------------- | ---------------------------------------------------------------------- | ---------------------------------------------------------------------- | ---------------------------------------------------------------------- | ---------------------------------------------------------------------- |
| 25-3-1998                                                              | Vienna                                                                 | Austria                                                                | 2 – 3                                                                  | Ungheria                                                               | Amichevole                                                             | -                                                                      |                                                                        |
| 22-4-1998                                                              | Vienna                                                                 | Austria                                                                | 0 – 3                                                                  | Stati Uniti                                                            | Amichevole                                                             | -                                                                      |                                                                        |
| 27-5-1998                                                              | Vienna                                                                 | Austria                                                                | 2 – 1                                                                  | Tunisia                                                                | Amichevole                                                             | -                                                                      | 67’                                                                    |
| 19-8-1998                                                              | Vienna                                                                 | Austria                                                                | 2 – 2                                                                  | Francia                                                                | Amichevole                                                             | -                                                                      | 46’                                                                    |
| 5-9-1998                                                               | Vienna                                                                 | Austria                                                                | 1 – 1                                                                  | Israele                                                                | Qual. Euro 2000                                                        | -                                                                      | 72’                                                                    |
| 10-10-1998                                                             | Larnaca                                                                | Cipro                                                                  | 0 – 3                                                                  | Austria                                                                | Qual. Euro 2000                                                        | -                                                                      |                                                                        |
| 14-10-1998                                                             | Serravalle                                                             | San Marino                                                             | 1 – 4                                                                  | Austria                                                                | Qual. Euro 2000                                                        | 1                                                                      |                                                                        |
| 1-9-2000                                                               | Graz                                                                   | Austria                                                                | 5 – 1                                                                  | Iran                                                                   | Amichevole                                                             | -                                                                      |                                                                        |
| 7-10-2000                                                              | Vaduz                                                                  | Liechtenstein                                                          | 0 – 1                                                                  | Austria                                                                | Qual. Mondiali 2002                                                    | -                                                                      |                                                                        |
| 11-10-2000                                                             | Vienna                                                                 | Austria                                                                | 1 – 1                                                                  | Spagna                                                                 | Qual. Mondiali 2002                                                    | -                                                                      |                                                                        |
| 28-2-2001                                                              | Fiume                                                                  | Croazia                                                                | 1 – 0                                                                  | Austria                                                                | Amichevole                                                             | -                                                                      |                                                                        |
| 24-3-2001                                                              | Sarajevo                                                               | Bosnia ed Erzegovina                                                   | 1 – 1                                                                  | Austria                                                                | Qual. Mondiali 2002                                                    | -                                                                      |                                                                        |
| 28-3-2001                                                              | Vienna                                                                 | Austria                                                                | 2 – 1                                                                  | Israele                                                                | Qual. Mondiali 2002                                                    | -                                                                      |                                                                        |
| 25-4-2001                                                              | Innsbruck                                                              | Austria                                                                | 2 – 0                                                                  | Liechtenstein                                                          | Qual. Mondiali 2002                                                    | -                                                                      |                                                                        |
| 15-8-2001                                                              | Vienna                                                                 | Austria                                                                | 1 – 2                                                                  | Svizzera                                                               | Amichevole                                                             | -                                                                      |                                                                        |
| 1-9-2001                                                               | Barcellona                                                             | Spagna                                                                 | 4 – 0                                                                  | Austria                                                                | Qual. Mondiali 2002                                                    | -                                                                      |                                                                        |
| 5-9-2001                                                               | Vienna                                                                 | Austria                                                                | 2 – 0                                                                  | Bosnia ed Erzegovina                                                   | Qual. Mondiali 2002                                                    | -                                                                      |                                                                        |
| 21-8-2002                                                              | Basilea                                                                | Svizzera                                                               | 3 – 2                                                                  | Austria                                                                | Amichevole                                                             | -                                                                      |                                                                        |
| 7-9-2002                                                               | Vienna                                                                 | Austria                                                                | 2 – 0                                                                  | Moldavia                                                               | Qual. Euro 2004                                                        | -                                                                      |                                                                        |
| 12-10-2002                                                             | Minsk                                                                  | Bielorussia                                                            | 0 – 2                                                                  | Austria                                                                | Qual. Euro 2004                                                        | -                                                                      | 49’                                                                    |
| 16-10-2002                                                             | Vienna                                                                 | Austria                                                                | 0 – 3                                                                  | Paesi Bassi                                                            | Qual. Euro 2004                                                        | -                                                                      | 18’, 78’                                                               |
| 20-11-2002                                                             | Vienna                                                                 | Austria                                                                | 0 – 1                                                                  | Norvegia                                                               | Amichevole                                                             | -                                                                      |                                                                        |
| 20-8-2003                                                              | Vienna                                                                 | Austria                                                                | 2 – 0                                                                  | Costa Rica                                                             | Amichevole                                                             | -                                                                      |                                                                        |
| 6-9-2003                                                               | Rotterdam                                                              | Paesi Bassi                                                            | 3 – 1                                                                  | Austria                                                                | Qual. Euro 2004                                                        | -                                                                      |                                                                        |
| 11-10-2003                                                             | Vienna                                                                 | Austria                                                                | 2 – 3                                                                  | Rep. Ceca                                                              | Qual. Euro 2004                                                        | -                                                                      | 61’                                                                    |
| 28-4-2004                                                              | Innsbruck                                                              | Austria                                                                | 4 – 1                                                                  | Lussemburgo                                                            | Amichevole                                                             | -                                                                      | 72’                                                                    |
| 25-5-2004                                                              | Graz                                                                   | Austria                                                                | 0 – 0                                                                  | Russia                                                                 | Amichevole                                                             | -                                                                      |                                                                        |
| 18-8-2004                                                              | Vienna                                                                 | Austria                                                                | 1 – 3                                                                  | Germania                                                               | Amichevole                                                             | -                                                                      |                                                                        |
| 4-9-2004                                                               | Vienna                                                                 | Austria                                                                | 2 – 2                                                                  | Inghilterra                                                            | Qual. Mondiali 2006                                                    | -                                                                      |                                                                        |
| 8-9-2004                                                               | Vienna                                                                 | Austria                                                                | 2 – 0                                                                  | Azerbaigian                                                            | Qual. Mondiali 2006                                                    | -                                                                      |                                                                        |
| 9-10-2004                                                              | Vienna                                                                 | Austria                                                                | 1 – 3                                                                  | Polonia                                                                | Qual. Mondiali 2006                                                    | -                                                                      |                                                                        |
| 13-10-2004                                                             | Belfast                                                                | Irlanda del Nord                                                       | 3 – 3                                                                  | Austria                                                                | Qual. Mondiali 2006                                                    | -                                                                      |                                                                        |
| 1-3-2006                                                               | Vienna                                                                 | Austria                                                                | 0 – 2                                                                  | Canada                                                                 | Amichevole                                                             | -                                                                      | 46’                                                                    |
| 2-9-2006                                                               | Lancy                                                                  | Austria                                                                | 2 – 2                                                                  | Costa Rica                                                             | Amichevole                                                             | -                                                                      | 90+3’                                                                  |
| 6-9-2006                                                               | Basilea                                                                | Austria                                                                | 0 – 1                                                                  | Venezuela                                                              | Amichevole                                                             | -                                                                      | 46’                                                                    |
| 11-10-2006                                                             | Innsbruck                                                              | Austria                                                                | 2 – 1                                                                  | Svizzera                                                               | Amichevole                                                             | -                                                                      |                                                                        |
| 15-11-2006                                                             | Vienna                                                                 | Austria                                                                | 4 – 1                                                                  | Trinidad e Tobago                                                      | Amichevole                                                             | -                                                                      | 46’                                                                    |
| 7-2-2007                                                               | Ta' Qali                                                               | Malta                                                                  | 1 – 1                                                                  | Austria                                                                | Amichevole                                                             | -                                                                      |                                                                        |
| 24-3-2007                                                              | Graz                                                                   | Austria                                                                | 1 – 1                                                                  | Ghana                                                                  | Amichevole                                                             | -                                                                      | 46’                                                                    |
| 28-3-2007                                                              | Saint-Denis                                                            | Francia                                                                | 1 – 0                                                                  | Austria                                                                | Amichevole                                                             | -                                                                      |                                                                        |
| 30-5-2007                                                              | Vienna                                                                 | Austria                                                                | 0 – 1                                                                  | Scozia                                                                 | Amichevole                                                             | -                                                                      | 89’                                                                    |
| 2-6-2007                                                               | Vienna                                                                 | Austria                                                                | 0 – 0                                                                  | Paraguay                                                               | Amichevole                                                             | -                                                                      |                                                                        |
| 7-9-2007                                                               | Klagenfurt am Wörthersee                                               | Austria                                                                | 0 – 0 dts (4 – 3 dtr)                                                  | Giappone                                                               | Amichevole                                                             | -                                                                      | Cap.                                                                   |
| 11-9-2007                                                              | Vienna                                                                 | Austria                                                                | 0 – 2                                                                  | Cile                                                                   | Amichevole                                                             | -                                                                      | Cap. 39’                                                               |
| 13-10-2007                                                             | Zurigo                                                                 | Svizzera                                                               | 3 – 1                                                                  | Austria                                                                | Amichevole                                                             | -                                                                      |                                                                        |
| 17-10-2007                                                             | Innsbruck                                                              | Austria                                                                | 3 – 2                                                                  | Costa d'Avorio                                                         | Amichevole                                                             | -                                                                      |                                                                        |
| 16-11-2007                                                             | Vienna                                                                 | Austria                                                                | 0 – 1                                                                  | Inghilterra                                                            | Amichevole                                                             | -                                                                      | 86’                                                                    |
| 21-11-2007                                                             | Vienna                                                                 | Austria                                                                | 0 – 0                                                                  | Tunisia                                                                | Amichevole                                                             | -                                                                      | 77’                                                                    |
| 30-5-2008                                                              | Graz                                                                   | Austria                                                                | 5 – 1                                                                  | Malta                                                                  | Amichevole                                                             | -                                                                      | 84’                                                                    |
| 16-6-2008                                                              | Vienna                                                                 | Austria                                                                | 0 – 1                                                                  | Germania                                                               | Euro 2008 - 1º turno                                                   | -                                                                      | 55’                                                                    |
| Totale                                                                 |                                                                        | Presenze                                                               | 50                                                                     |                                                                        | Reti                                                                   | 1                                                                      |                                                                        |

## Palmarès
- Campionato austriaco: 4

Salisburgo: 1994-1995
Austria Vienna: 2002-2003
Rapid Vienna: 2004-2005, 2007-2008
- Coppa d'Austria: 2

Sturm Graz: 1996-1997
Austria Vienna: 2002-2003